# Ravinia aureopyga
Ravinia aureopyga är en tvåvingeart som först beskrevs av Hall 1928.  Ravinia aureopyga ingår i släktet Ravinia och familjen köttflugor. Inga underarter finns listade i Catalogue of Life.